# آبچوئیه
آبچوئیه روستایی در دهستان تودشک بخش تودشک شهرستان کوهپایه در استان جاصفهان ایران است 
از محله های آبچوئیه میتوان به نام خارزنان ،(ریگار)، (محمدآباد)، (مسسونه یا مستانه)، عیش‌آباد، «پهن گان»، و «وازبز» پرداخت.

## جغرافیا
مسیر جاده‌ای این روستا به شرح زیر است: در ۱۱۰ کیلومتری شهر اصفهان و در کیلومتر ۹۰ جاده اصفهان - نائین، در سه راهی تودشک (تودشکچویه) به سمت راست تابلو «جشوقان، چیرمان، آبچوئیه»، ۲۰ کیلومتر جاده آسفالت فرعی وجود دارد که به روستای آبچوئیه ختم می‌شود.

## آثار تاریخی آبچوئیه
مقبره بابا قارداش که به روایتی آرایشگر علی بن موسی‌الرضا بوده‌است. مردم به این مقبره اعتقاد دارند و احترام خاصی به آن می‌گذارند و در گذشته با روشن کردن شمع حاجات خود را از او می‌خواستند. البته با توجه به اینکه در گذشته پیشوند بابا برای عرفاً به کار برده می‌شده‌است، لذا می‌توان این احتمال را داد که بابا قارداش نیز یکی از عرفای زمان خود بوده‌است.
برج‌های سنگی زیبا و طبیعت بکر این روستا در فصل بهار بسیار چشم‌نواز است.

## محصولات این روستا
سنجد، انار، بادام، انگور، توت، شاه توت، جو، زردک، چغندر،شلغم و گویج

## جمعیت
بر پایه سرشماری عمومی نفوس و مسکن در سال ۱۳۹۵ جمعیت این روستا ۲۰۰ نفر بوده‌است.
متأسفانه جمعیت این روستا در حال کاهش است